# Víctor Elías
Víctor Elías Villagrasa Álvarez (né à Madrid le 3 mars 1991) est plus connu sous le nom de Víctor Elías. C'est un acteur et chanteur espagnol. Surtout connu pour son rôle de Guille dans La Famille Serrano.

## Biographie
Il était encore très jeune quand il monta pour la première fois sur scène, il n'était alors âgé que de quatre ans, c'est ainsi que débuta sa carrière artistique. Il a fait ses débuts au théâtre dans La vida breve.
Son premier rôle principal à la télévision fut celui du fils de Neus Asensi dans la série Ellas son así (1999). Il est connu depuis son rôle principal de Guillermo 'Guille' Serrano dans Los Serrano (La Famille Serrano). Il a toujours fait des seconds rôles et des figurations aussi bien avant qu'après Los Serrano dans d'autres productions télévisuelles.
Il était membre du groupe musical de jeunes Santa Justa Klan (SJK), qui s'était formé à partir de Los Serrano et qui atteint en Espagne le disque de platine pour leur premier album. Dans la série Guille jouait du piano et de la batterie, il partage ce goût pour la musique avec son père Diego Serrano (Antonio Resines) qui est aussi musicien. De plus, il a composé l'un des derniers titres qu'il a enregistré avec SJK : Quiero despegar, dans le deuxième album du groupe. Dernièrement il a intégré un nouveau groupe de musiciens qui s'appelle Calle Palma.
Dans une moindre mesure il a aussi eu des seconds rôles au cinéma.
Après avoir quitté Los Serrano il a travaillé dans plusieurs œuvres au théâtre, notamment Fedra de Juan Mayorga, aux côtés d'Ana Belén, d'Alicia Hermida, de Fran Perea, de Chema Muñoz et de Javier Ruiz de Alegría.
En octobre 2009 on apprend qu'il fera partie du casting de la nouvelle série de Cuatro, produite par Globomedia, Punta Escarlata (Pointe Écarlate).
Il est le cousin issu de germain de la Reine Letizia.

## Filmographie

### Cinéma
- L'Échine du Diable (2001), de Guillermo del Toro.
- El florido pensil (2002), de Juan José Porto.

#### Trajectoire cinématographique
Ainsi au cinéma il a fait quelques apparitions travaillant avec de grands réalisateurs comme Guillermo del Toro dans El espinazo del diablo (L'Échine du Diable) (2001), ou avec Juan José Porto dans El florido pensil (Le fleuri éden) (2002).

### Courts-métrages
- Héroes de verdad (2004), de María Rodríguez-Rabadán.
- Nuestro pequeño secreto (2004), de Ana Martínez Porta.
- Volver a subir (2008), de M.Cooper.

### Télévision
- Hermanas (1997-1998)
- Ellas son así (1998-1999)
- Antivicio (2000)
- Hospital Central (2000)(Episódico)
- Esencia de poder (2001-2002)
- Javier ya no vive solo (2003)(episdico)
- Los Serrano (La Famille Serrano) (2003-2008)

## Théâtre
- Cinco horas con Mario (2010)
- Fedra (2009) de Juan Mayorga
- La vida breve (au Teatro Real de Madrid)
- La zorrita astuta (au Teatro Real de Madrid)
- La sonámbula (au Teatro Real de Madrid)
- Mariana Pineda (1998) de Federico García Lorca (au Teatro Bellas Artes de Madrid)
- El cerco de Numancia (1997) de Miguel de Cervantes
- Medea
- Cycle thébain : Œdipe roi, Œdipe à Colone, Antigone

## Musique
Víctor Elías a connu aussi le succès dans la musique grâce au groupe Santa Justa Klan (SJK) de la fiction Los Serrano qui au départ fictif sortit du petit écran pour devenir réel.
Ce groupe sortit jusqu'à deux albums (Santa Justa Klan et D.P.M.) et obtinrent le disque de platine en Espagne pour leur premier disque, mais ce groupe ne résista pas à la fin de la série télévisée et est aujourd'hui dissous.
Víctor est désormais le pianiste du groupe funk et crossover Calle Palma.